# Campeonato Mundial de Balonmano Masculino de 1954
El II Campeonato Mundial de Balonmano Masculino se celebró en Suecia entre el 13 y el 17 de enero de 1954 bajo la organización de la Federación Internacional de Balonmano (IHF) y la Federación Sueca de Balonmano.

## Fase preliminar

### Grupo A
| Equipo         | J | G | E | P | G+ | G- | DG  | PTS |
| -------------- | - | - | - | - | -- | -- | --- | --- |
| Suecia         | 2 | 2 | 0 | 0 | 39 | 22 | +17 | 4   |
| Checoslovaquia | 2 | 1 | 0 | 1 | 32 | 36 | -4  | 2   |
| Dinamarca      | 2 | 0 | 0 | 2 | 21 | 34 | -13 | 0   |

- Resultados

| Fecha | Partido¹       | Partido¹ | Partido¹       | Resultado |
| ----- | -------------- | -------- | -------------- | --------- |
| 13.01 | Suecia         | -        | Dinamarca      | 16-8      |
| 14.01 | Checoslovaquia | -        | Dinamarca      | 18-13     |
| 15.01 | Suecia         | -        | Checoslovaquia | 23-14     |

### Grupo B
| Equipo   | J | G | E | P | G+ | G- | DG  | PTS |
| -------- | - | - | - | - | -- | -- | --- | --- |
| Alemania | 2 | 2 | 0 | 0 | 47 | 13 | +34 | 4   |
| Suiza    | 2 | 0 | 1 | 1 | 20 | 31 | -11 | 1   |
| Francia  | 2 | 0 | 1 | 1 | 15 | 38 | -23 | 1   |

- Resultados

| Fecha | Partido¹ | Partido¹ | Partido¹ | Resultado |
| ----- | -------- | -------- | -------- | --------- |
| 13.01 | Alemania | -        | Francia  | 27-4      |
| 14.01 | Francia  | -        | Suiza    | 11-11     |
| 15.01 | Alemania | -        | Suiza    | 20-9      |

## Fase final

### Quinto lugar
| Fecha | Partido¹  | Partido¹ | Partido¹ | Resultado |
| ----- | --------- | -------- | -------- | --------- |
| 16.01 | Dinamarca | -        | Francia  | 23-11     |

- (¹) – En Växjö.

### Tercer lugar
| Fecha | Partido¹       | Partido¹ | Partido¹ | Resultado |
| ----- | -------------- | -------- | -------- | --------- |
| 17.01 | Checoslovaquia | -        | Suiza    | 24-11     |

- (¹) – En Gotemburgo.

### Final
| Fecha | Partido¹ | Partido¹ | Partido¹ | Resultado |
| ----- | -------- | -------- | -------- | --------- |
| 17.01 | Suecia   | -        | Alemania | 17-14     |

- (¹) – En Gotemburgo.

## Medallero
| · Suecia | · Alemania | Checoslovaquia |
| Gunnar Brusberg Roland Mattson Sten Åkerstedt Rolf Almqvist Kjell Jönsson Per-Olof Larsson Rune Lindqvist Åke Moberg Hans Olsson Bertil Rönndahl Ewerth Sjunnesson Carl-Erik Stockenberg Rolf Zachrisson | Harry Kamm Fredi Pankonin Markus Bernhard Heinrich Dahlinger Adolf Giele Karl Hebel Horst Käsler Bernhard Kempa Otto Maychrzak Herbert Podolske Wolfgang Schütze Hinrich Schwenker Werner Vick | Miloš Bačák Miroslav Baumruk Karel Čermák Jiří Klemm Jiří Korbel Bedřich König Alois Navrátil Vladimír Nykl Zdeněk Pešl Dušan Ruža Oldřich Spáčil Josef Trojan Jiří Vícha |
| Curt Wadmark (Entrenador) | Fritz Fromm (Entrenador) | Jan Voreth (Entrenador) |

## Estadísticas

### Clasificación general
| 1. Suecia         |
| 2. Alemania       |
| 3. Checoslovaquia |
| 4. Suiza          |
| 5. Dinamarca      |
| 6. Francia        |

### Máximo goleador
| N.º | Nombre         | País     | Goles |
| --- | -------------- | -------- | ----- |
| 1   | Otto Maychrzak | Alemania | 16    |